# Вісенте Сольвес
Вісенте Сольвес (ісп. Vicente Solves; нар. 8 лютого 1969) — колишній іспанський тенісист.
Найвищу одиночну позицію світового рейтингу — 223 місце досяг 20 серпня 1990, парну — 147 місце — 20 травня 1991 року.

## Титули на челленджерах

### Парний розряд: (1)
| Ранг | Рік  | Турнір            | Покриття | Партнер   | Суперники                       | Рахунок  |
| ---- | ---- | ----------------- | -------- | --------- | ------------------------------- | -------- |
| 1.   | 1990 | Грамаду, Бразилія | Ґрунт    | Іван Клей | Едуардо Бенгоечеа Пабло Альбано | 6–3, 7–5 |